# Großsteingräber bei Nateln
Die Großsteingräber bei Nateln waren zwei megalithische Grabanlagen der jungsteinzeitlichen Trichterbecherkultur bei Nateln, einem Ortsteil von Rosche im Landkreis Uelzen (Niedersachsen). Sie wurden im 19. Jahrhundert zerstört. Die beiden Gräber befanden sich nordwestlich des Ortes. Sie wurden in den 1840er Jahren durch Georg Otto Carl von Estorff dokumentiert, aber nicht näher beschrieben. Über Ausrichtung, Maße und Grabtyp liegen keine Informationen vor. Aus den Kartensignaturen geht lediglich hervor, dass beide rechteckige Hünenbetten besessen hatten. Nur ein Grab war bei von Estorffs Aufnahme noch erhalten, das zweite, südwestlich von diesem gelegene war bereits zerstört. Zwischen den beiden Großsteingräbern hatte ein Grabhügel gelegen.